# Непрерывное образование
Непрерывное образование (англ. lifelong learning) — это процесс роста образовательного (общего и профессионального) потенциала личности в течение всей жизни на основе использования системы государственных и общественных институтов и в соответствии с потребностями личности и общества. Необходимость непрерывного образования обусловлена прогрессом науки и техники, широким применением инновационных технологий.

## Определение
Истоки понятия непрерывного образования можно обнаружить еще во времена древних философов. Считается, что термин «непрерывное образование» был впервые употреблен в 1968 году в материалах генеральной конференции ЮНЕСКО. В 1972 году в Париже был опубликован Доклад комиссии Э. Фора, и в этом же году состоялась «III Международная конференция по образованию взрослых в контексте непрерывного образования». В данном докладе были приведены основные положения парадигмы образования, в основу функционирования которой положен принцип непрерывности. С середины 1970-х годов идея непрерывного образования находит поддержку во многих странах.
Главной целью методологических исследований ЮНЕСКО являлось выравнивание темпов социального, культурного и политического развития всех стран посредством образования. Совет по культурному сотрудничеству при Совете Европы преследовал цель достижения культурной интеграции европейских стран посредством непрерывного образования. «Международная организация экономического сотрудничества и развития» рассматривала непрерывное образование как средство оптимизации первоначальной профессиональной подготовки, переподготовки в вузе посредством периодически возобновляемого профессионального обучения, чередуемого с трудовой деятельностью. 
Структура непрерывного образования состоит из следующих элементов:
1. Образование на протяжении всей жизни (life-long learning education);
2. Образование взрослых (adult education);
3. Непрерывное профессиональное образование (continuing vocational education and training).

### Образование на протяжении всей жизни
Данная концепция базируется на следующих принципах:
- обучение длиной в жизнь (lifelong learning)
- образование шириной в жизнь[англ.];
- самомотивация к образованию.

Обучение длиной в жизнь может быть рассмотрено как обучение, продолжительность которого равна продолжительности жизни человека. Такой подход подразумевает, что людям необходимо продолжать учиться, постоянно возобновлять своё обучение, умения и навыки.
Обучение шириной в жизнь подразумевает охват обучением различных сторон жизнедеятельности человека, совершенствование не только его профессиональных навыков, но и других не менее важных, необходимых и интересных для него видов деятельности.
Самомотивация к обучению подразумевает, что человек сознательно стремится развиваться интеллектуально и повышать уровень своих знаний, что может оказать влияние на возможность занять конкурентоспособную позицию на рынке труда.

### Образование взрослых
Когда речь идет о образовании взрослого населения, следует учитывать отличия от обучения молодого поколения. Взрослые, как правило, уже имеют опыт образовательной деятельности, а также опыт работы. Их запросы более конкретны и прагматичны. Кроме того, образование взрослых имеет особые требования к организации обучения (временные рамки, необходимость совмещать работу и учебу).

### Непрерывное профессиональное образование
В процессе профессиональной деятельности человек постоянно пополняет запас знаний и навыков, повышает квалификацию. В данном случае в основе профессиональной подготовки заложен принцип непрерывности. Цели непрерывного профессионального образования заключается в развитии самостоятельности, целеустремленности и ответственности у обучающихся, укреплении способности адаптироваться к преобразованиям, происходящим в экономике, культуре общества в целом, а также в профессиональной жизни.

## Непрерывное образование в России
Впервые понятие непрерывное образование появилось в СССР в Постановлении ЦК КПСС и Совета министров СССР в 1986 году «О мерах по коренному улучшению качества подготовки и использования специалистов с высшим образованием в народном хозяйстве» в качестве обеспечения "непрерывное, на протяжении всего периода обучения, экономическое образование, а также правовую и экономическую подготовку студентов".
В 1992 году был принят Закон РФ «Об образовании», в котором упоминалось о "непрерывном повышении квалификации рабочего, служащего, специалиста в связи с постоянным совершенствованием образовательных стандартов".
В 1996 году в федеральном законе РФ «О высшем и послевузовском профессиональном образовании» говорится о непрерывности и преемственности процесса образования. Наряду с этим законом вышло Постановление РФ «О Федеральной целевой программе содействия занятости населения РФ на 1996—1997 годы», в котором непрерывное образование рассматривается как система. Начиная с конце 1990-х годов и вплоть до наших дней непрерывному образованию отводится значительная роль. Ежегодно появляются нормативные акты, посвященные непрерывному образованию.

## Непрерывное образование в США
В настоящее время можно выделить несколько моделей дополнительного профессионального образования в США, которое принято называть «продолженным образованием» (en:Continuing education). Быстрые изменения на рынке труда требуют приобретения новых знаний и навыков не только в процессе профессиональной подготовки, но и непосредственно в период трудовой деятельности. Частично эту функцию выполняют профессиональные ассоциации, однако основная роль в организации дополнительного профессионального образования принадлежит университетам. Например, в Массачусетском технологическом институте была разработана программа «непрерывного кооперативного образования», в рамках которой за повышение квалификации инженера в течение его профессиональной деятельности отвечает не только учебное заведение, но и фирма, в которой он работает.

## Непрерывное образование в Германии
Особенностью Германии является использование дуальной системы: сочетание обучения в учебных заведениях с профессиональной подготовкой на предприятиях и в организациях. Например, будущие медики, юристы и учителя должны год проработать в соответствующей области, а потом сдать государственный экзамен по своей специальности.
В Германии различают общее (allgemeine), профессиональное (berufliche), научное (wissenschaftliche), культурное (kulturelle) и политическое (politische) дополнительное образование взрослых (Erwachsenenbildung). Это понятие охватывает широкий спектр непрофессионального дополнительного образования, включающего, например, такие области, как здоровье, окружающая среда, правовые вопросы, иностранные языки и другие аспекты жизни. Такое дополнительное образование дают так называемые народные университеты.

## Классификация непрерывного образования
- Формальное образование — система учебных заведений, которые обеспечивают набор взаимосвязанных учебных программ в качестве основного занятия для детей и молодёжи
- Неформальное образование — любая организованная и продолжающаяся учебная деятельность, которая не попадает под определение формального образования. Неформальное образование не задаётся целью аттестовать учащегося. Может иметь как профессиональную направленность, так и общекультурную.
- Информальное образование — образование, включающее все виды учебной деятельности. Отличается отсутствием организации и может осуществляться как индивидуально, так и на групповом уровне. Существует мнение, что такое образования наиболее эффективно изменяет установки и модели поведения людей в повседневной жизни.

## Критика
Вплоть до настоящего времени нет единства во взглядах на концепцию непрерывного образования. Как правило, выделяется три основных точки зрения по отношению к данному вопросу: 
- Первая принадлежит сторонникам "древнего" происхождения идеи непрерывного образования (А. В. Даринский, X. Гуммель, Г. А. Ягодин и др.), которые считают, что идея непрерывного образования существует столько же, сколько и человеческое общество.
- Приверженцы второй точки зрения связывают появление этой идеи с современной эпохой, характеризующейся активными процессами развития в духовной, социальной, производственной и научно-технической сферах (О. В. Купцов, В. Г. Осипов и др.).
- Третья точка зрения сводится к тому, что, хотя сама идея непрерывного образования достаточно давно существует в педагогике, соответствующий ей вид практики возник недавно (А. П. Владиславлев, Г. П. Зинченко, В. Г. Онушкин и др.).

Истоки этой концепции можно найти у Аристотеля, Сократа, Платона, Сенеки, Конфуция, других мыслителей древности. Идеи непрерывного образования представлены во взглядах Вольтера, Гёте, Руссо, которые связывали их с достижением полноты человеческого развития. Таким образом, можно констатировать, что нет "монолитной" теории непрерывного образования, скорее, это симбиоз идей и подходов, сложившийся под влиянием, с одной стороны, концепций и опыта зарубежной гуманистической психологии и педагогики, а с другой стороны, технократического, прагматического подхода, показывающего связь развития производства с ростом образованности участвующих в нем работников.